# Savio Nsereko
Savio Nsereko (1989. július 27., Kampala, Uganda) ugandai születésű, német állampolgárságú labdarúgó. Csatárként, középpályásként és szélsőként is bevethető.

## Pályafutása

### Kezdeti évek
Nsereko Kamplában, Ugandában született, de futballozni már Németországban, az 1860 Münchenben kezdett. 2005-ben, 16 évesen Olaszországba, a Bresciába igazolt.
A 2005/06-os szezonban, a Crotone ellen mutatkozott be. Összesen 23-szor lépett pályára klubjában és három gólt szerzett.

### West Ham United
2009. január 26-án Nsereko a West Ham Unitedhez igazolt, ismeretlen összeg fejében. Egyes források szerint a londoniak körülbelül 9 millió fontot fizettek érte és egy négy és fél évre szóló szerződést adtak neki. A 10-es számú mezt kapta meg, melyet korábban Craig Bellamy viselt. A pályán Savio néven szerepel
Leigazolása után két nappal (január 28.) már be is mutatkozott a West Hamben, egy Hull City ellen 2–0-ra megnyert bajnokin. 2009. március 1-jén nagy szerepe volt a Manchester City legyőzésében: a 71. percben gólpasszt adott Jack Collisonnak.

## Válogatott
Nsereko a német korosztályos válogatottal megnyerte a 2008-as U19-es Eb-t.

## Külső hivatkozások
- Savio Nsereko pályafutásának statisztikái a Soccerbase oldalon (angolul)

- Savio Nsereko adatlapja a Gazzetta.it-en
- Savio Nsereko adatlapja a West Ham United hivatalos honlapján